# Ejército Simbionés de Liberación

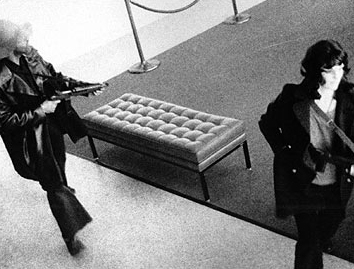
Patty Hearst durante el atraco protagonizado por el SLA en el banco Hibernia.

El Ejército Simbionés de Liberación (en inglés: Symbionese Liberation Army, SLA) fue una organización terrorista y extremista de izquierda estadounidense activa entre los años 1973 y 1975, autodenominada ejército de vanguardia. El grupo cometió robos a bancos, dos asesinatos y actos de violencia.

## Historia del grupo

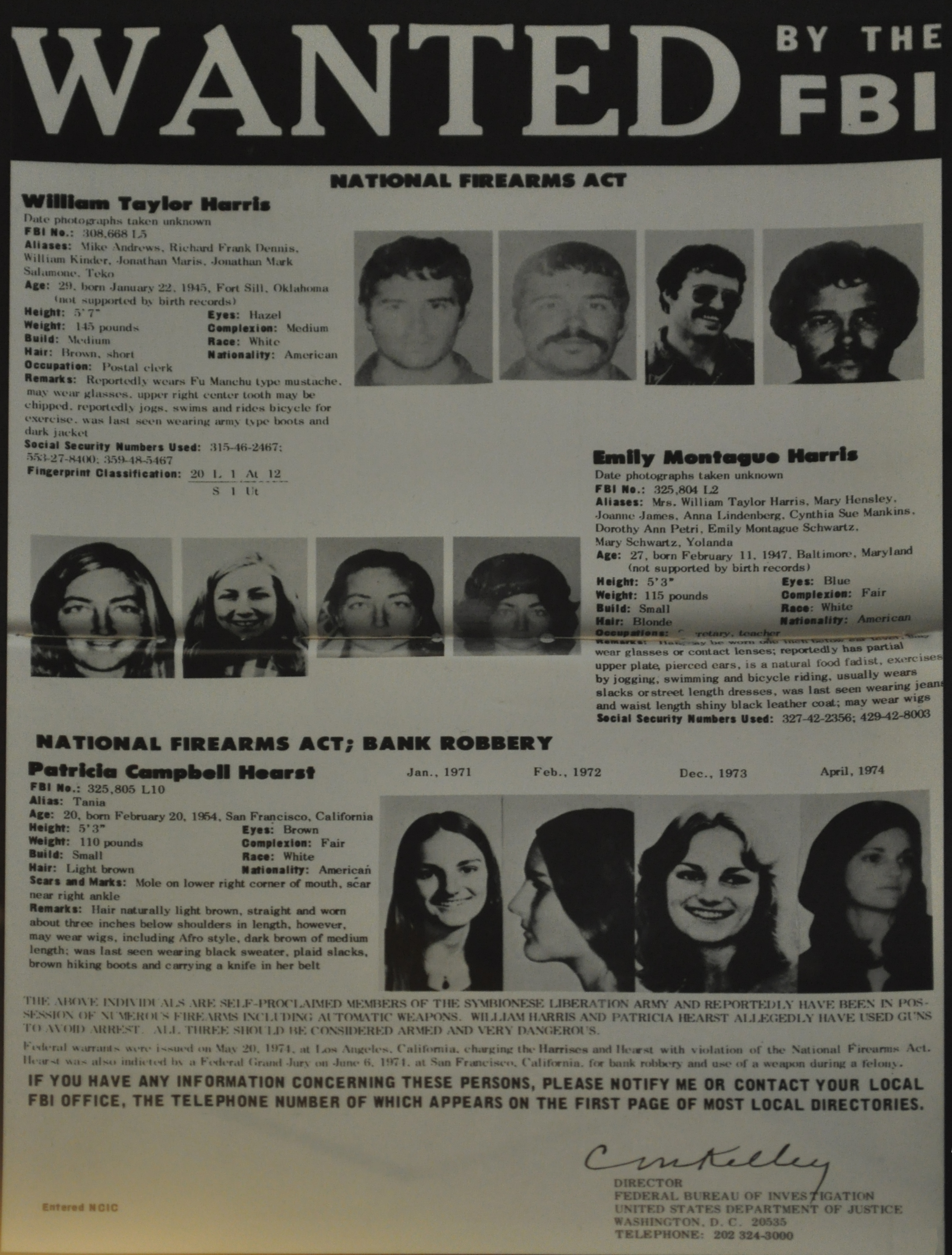
Cartel de "Se busca" del FBI para los miembros del SLA.

El líder del grupo era Donald DeFreeze (16 de noviembre de 1943-17 de mayo de 1974), un comunista, supremacista negro y terrorista de una familia desintegrada que vivió la mayor parte de su vida de asistencia social y que abandonó la escuela a los 14 años de edad, tras lo cual fue arrestado y enviado a prisión por toda clase de crímenes serios y violentos como secuestro, tiroteos, ataques a oficiales de policía, robo o uso de drogas.
SLA se volvió conocido internacionalmente por haber secuestrado a Patricia Hearst a sus 19 años de edad en Berkeley, California. El interés aumentó cuando Hearst, en grabaciones entregadas y transmitidas por los medios de comunicación regionales, anunció que se había unido al grupo. Hearst declaró más tarde que los miembros de SLA la habían amenazado de muerte, encerrado y agredido sexualmente, y que le habían lavado el cerebro.
En 2017, todos salvo uno de los miembros sobrevivientes de SLA han sido liberados de prisión.
Aparentaba estar organizado como una compleja estructura operativa cuyos cuadros podían actuar en cualquiera de los estados de Estados Unidos pero, en realidad, solo estaba formado por alrededor de una docena de estudiantes de San Francisco, California.
Se definía a sí mismo como "una entidad armónica surgida de entidades y organismos capaces de vivir en profunda y amorosa armonía, así como en compañerismo, en interés de la entidad". Su símbolo era una cobra de siete cabezas, a la cual definían como un emblema de gran antigüedad que representaba la simbiosis universal. Se trataba de un grupo sectario que practicaba el sexo libre y que estaba aislado de la realidad social imperante, por lo que no fue difícil para el FBI desmantelarlo a través de sucesivas operaciones de investigación y contrainsurgencia, algunas brutales, como la masacre del 16 de mayo en Compton, California, que motivaría sonoras protestas entre la izquierda radical universitaria.
El grupo creía en el liderazgo del Tercer Mundo para un eventual proceso revolucionario socialista a nivel planetario, punto doctrinal que compartía con otras organizaciones de la época, como The Weather Underground o la banda Baader-Meinhof.
El Ejército Simbiótico utilizaba subfusiles, fusiles AK-47, balas de punta hueca con cianuro, y perpetraba fundamentalmente atracos y atentados con bomba contra la Policía de California. Sus acciones más sonadas fueron el asesinato del director de las Escuelas de Oakland Markus Foster; el secuestro de Patty Hearst, la nieta de William Randolph Hearst, y el atraco al Banco de Hibernia. 
1974 fue su año más activo, pero inmediatamente después vendría su declive y desmoronamiento. La caza del grupo debió de ser especialmente feroz porque este empleaba a Patty Hearst para extorsionar a Randolph Apperson Hearst, su padre, a quien se exigió que distribuyera masivamente cestos de comida entre los desheredados californianos, y también como imagen propagandística de la banda. El objetivo del secuestro de Patty Hearst era su canje por dos miembros del SLA detenidos y encarcelados en la prisión de San Quintín. Parece ser que la primogénita del magnate fue sometida, según declaró en su propio juicio, a técnicas de tortura psicológica y manipulación mental, hasta que se convirtió en militante de la organización, con el nombre de Tania (en honor a Tamara "Tania" Bunke, compañera del Che Guevara en la guerrilla boliviana).
El grupo terrorista llegó a su fin el 17 de mayo de 1974, cuando la policía recibió una llamada anónima de un hombre que aseguró que hombres armados se estaban alojando en una casa propiedad de su hija y más de 400 oficiales del Departamento de Policía de Los Ángeles y de la Patrulla de Carreteras de California rodearon la casa donde el líder del ESL, Donald DeFreeze, y otros cinco miembros se quedaban y exigieron su rendición, tras lo cual un niño y un anciano abandonaron la casa; después de esto, una granada de gas lacrimógeno fue lanzada por la policía hacia adentro a través de una ventana, que fue respondida con fuego automático, desencadenando un tiroteo. Los miembros del ESL parecían tener algunas ventajas al principio, ya que usaban máscaras de gas que los rendían inmunes a los efectos del gas lacrimógeno y portaban rifles de asalto automáticos; sin embargo, al cabo de unas dos horas, la casa se empezó a incendiar, probablemente por la carga pirotécnica de una de las granadas de gas y DeFreeze y sus compañeros trataron de escapar por un hoyo en el suelo a un pequeño espacio bajo la casa, donde siguieron disparando a la policía. Cuando el suelo mismo de la casa comenzó a incendiarse DeFreeze, quemándose vivo, se suicidó disparándose en la sien con una pistola. Su cadáver se encontraba tan quemado que su familia en un principio no creyó que fuera de él.
Por su extravagancia, fanatismo y escasa envergadura política, el Ejército Simbionés de Liberación fue uno de los grupos armados más singulares e infames del siglo XX.

## Alegaciones de colaboración de DeFreeze con la policía
Desde los días en que se cometieron los primeros atracos y ataques terroristas por el ESL se ha descubierto bastante información apuntando a la teoría de que por lo menos el líder del grupo, Donald DeFreeze, trabajó como informante para la policía local, policía estatal y agentes federales de los Estados Unidos y también como un agente provocador. 
Las acusaciones fueron producidas por primera vez cuando el padre de uno de los miembros del ESL que eventualmente fallecería junto a DeFreeze contrató a un renombrado investigador privado, que presentó en pocas semanas un informe de 400 páginas que documentaba varias instancias en que DeFreeze tuvo encuentros con oficiales de policía encargados de operaciones de inteligencia y terrorismo doméstico.
Las acusaciones fueron reforzadas sustancialmente por uno de los abogados que representó a DeFreeze en una audiencia de libertad condicional por uno de sus incontables crímenes; estas acusaciones fueron reportadas al público por primera vez en un artículo de periódico que pasó desapercibido casi seguramente por haberse publicado el día en que DeFreeze y la mayoría de los miembros restantes del ESL murieron en un tiroteo con la policía.
Más sospechosamente, DeFreeze pareció recibir tratamiento preferencial por cortes y policías en numerosas ocasiones y en situaciones increíbles en las que no existió ninguna explicación razonable por la cual DeFreeze recibiera dicho tratamiento, cuando era un muy conocido terrorista considerado como extremadamente peligroso con amplio historial criminal y buscado por agentes federales.
Entre estas ocasiones de un misterioso trato preferencial se han confirmado las siguientes: 
- Durante uno de sus incontables envíos a prisión, el detective que arrestó en dicha ocasión a DeFreeze se convirtió poco después en un encargado del programa de inteligencia especializado en movimientos supremacistas o separatistas negros del Departamento de Policía de Los Ángeles; tras esto, este detective se negaría a discutir el caso de DeFreeze, aun con sus superiores y al poco tiempo se le otorgó la libertad condicional (ocasión en la cual el abogado de DeFreeze para su audiencia de libertad condicional afirmaría que DeFreeze ya era un informante).[2][12][13][14]
- DeFreeze no era el verdadero líder del ESL, teoría reforzada por el hecho de que gente que lo conoció lo describía invariablemente como alguien esencialmente analfabeto que no hubiera podido escribir los manifiestos o comunicados del ESL sin asistencia, carente de cultura general, incapaz de ejercer autoridad a aquellos a su alrededor, carente de carisma, carente de liderazgo y despreciado a nivel personal por sus cómplices.[3]
- DeFreeze fue liberado en 1967 bajo libertad condicional, proceso durante el cual toda persona tiene varias limitaciones legales, incluyendo la imposibilidad de comprar o portar armas y con la condición de que serán regresadas a prisión inmediatamente si cometen un crimen, sin importar que sea un crimen menor. Sin embargo, durante su período de libertad condicional, DeFreeze fue detenido en al menos siete ocasiones y su libertad condicional nunca fue anulada, a pesar de haber cometido toda clase de crímenes violentos que incluyeron un tiroteo con oficiales de policía, robos de banco a mano armada, secuestro, robo, extorsión, posesión de armas y posesión de bombas.[2][10]
- A principios de marzo de 1973 DeFreeze escapo con sorprendente facilidad y velocidad de prisión en California, justo después de cuando habría sido posiblemente reclutado por la policía, y no volvió a ser recapturado.[15]
- Después de su escape de prisión, DeFreeze regularmente entraba en posesión de armas y explosivos, los cuales aparecían en su poder misteriosamente y en cuestión de horas, tras lo cual trataba persistentemente de vender dichas armas a otros criminales, con tanta obstinación que varios de sus allegados comenzaron a sospechar de que estaba tratando de inculparlos y entregarlos a la policía; más aún, nunca se estableció como fue que DeFreeze consiguió esas armas, lo cual habría sido particularmente difícil para él estando en libertad condicional.[10][13]
- Existen fuertes indicios y evidencias de que DeFreeze también trabajó para la CIA, y como también hay ligeras evidencias de que DeFreeze y sus cómplices fueron rematados cuando trataban de rendirse, algunos han ido más lejos y han especulado que fueron asesinados por la policía para evitar que revelaran información secreta (aunque estas teorías son menos aceptadas que la de su trabajo para la CIA).[14]